# Союз за Батьківщину
Союз за Батьківщину (ісп. Unión por la Patria, UP) — аргентинська політична коаліція з пероністським та прогресивним напрямом. Його створення було оголошено 14 червня 2023 року, в день презентації виборчих альянсів на президентські вибори 2023 року.
Всупереч тому, що найпоширенішим напрямом в коаліції є перонізм, в коаліції також є прогресивні крила, соціал-демократи, корпоративісти, радикальні альфонсіністи, соціалісти, католики, прихильники розвитку та профспілкові рухи CGT і CTA. Союз визнає спадкоємність з Фронтом Тодос, коаліцією, яка перемогла на президентських виборах в Аргентині 2019 року.     Під час виборів у провінціях, для кожного округу формуються спеціальні альянси, які не мають юридичних зв’язків з національними коаліціями, члени яких різняться і які є політично автономними.
На президентських виборах 2023 року вони представили формулу Серхіо Масса та Агустін Россі як президент і віцепрезидент відповідно. Після поразки вони залишилися основною опозиційною коаліцією в Аргентині.